# Pancerniki typu Braunschweig
Pancerniki typu Braunschweig – niemieckie pancerniki z okresu I wojny światowej. Pancerniki typu Braunschweig należały do generacji przeddrednotów.

## Historia
Typ ten wywodził się ze wcześniejszych typów pancerników Kaiser i Wittelsbach, główną zmianą było powiększenie kalibru dział (280 mm zamiast 240 mm i 170 mm zamiast 150 mm). Dalszym rozwinięciem był typ Deutschland. Okręty te używane były bojowo w czasie I wojny światowej, będąc już jednostkami przestarzałymi. Operowały na Bałtyku i Morzu Północnym. „Hessen” brał udział w bitwie jutlandzkiej w składzie 2. eskadry pancerników.
Po I wojnie światowej zezwolono Niemcom zachować w służbie przestarzałe pancerniki, w tym typu Braunschweig. Podczas zim, niektóre z nich używane były w roli lodołamaczy. „Braunschweig” został skreślony z listy floty w 1926 roku, „Elsaß” w 1930 roku, po czym zostały złomowane. W 1931 roku zostały także złomowane „Preußen” i „Lothringen”, służące wcześniej jako okręty-bazy (sekcja kadłuba „Preußen” pozostawiono do testów torped). „Hessen” w 1937 roku został przebudowany na zdalnie sterowany bezzałogowy okręt-cel i w tej roli służył do końca II wojny światowej. W 1946 roku został przejęty przez ZSRR i wcielony do służby radzieckiej jako okręt-cel pod nazwą „Cel”. Wycofany i złomowany został w latach 50.

## Zbudowane okręty
Zbudowano pięć okrętów typu Braunschweig:
| Nazwa          | rozpoczęcie budowy | stocznia               | wodowanie  | wejście do służby |
| -------------- | ------------------ | ---------------------- | ---------- | ----------------- |
| „Braunschweig” | 1901               | Germaniawerft, Kilonia | 02.12.1902 | 15.10.1904        |
| „Elsaß”        | 1901               | Schichau, Gdańsk       | 23.05.1903 | 29.11.1904        |
| „Hessen”       | 15.04.1902         | Germaniawerft, Kilonia | 18.09.1903 | 19.05.1905        |
| „Preußen”      | kwiecień 1902      | AG Vulcan, Szczecin    | 30.10.1903 | 12.07.1905        |
| „Lothringen”   | 1902               | Schichau, Gdańsk       | 27.05.1904 | 18.05.1906        |